# اچ‌ام‌ای‌اس تووومبا (اف‌اف‌اچ ۱۵۶)
اچ‌ام‌ای‌اس تووومبا (اف‌اف‌اچ ۱۵۶) (به انگلیسی: HMAS Toowoomba (FFH 156)) یک کشتی است که طول آن ۱۱۸ متر (۳۸۷ فوت) می‌باشد. این کشتی در سال ۲۰۰۳ ساخته شد.